# The Tiny Tour (gira)
The Tiny Tour es la octava gira del dúo británico Erasure. Tras cuatro años y dos álbumes, I Say I Say I Say y Erasure), sin conciertos, esta gira sirvió para incluir canciones de esos álbumes previos y como antesala a la presentación del álbum Cowboy. La gira se realizó entre 1996 y 1997 presentando el tema In My Arms, sencillo adelanto de su álbum Cowboy y en la segunda etapa Rain, 
otro tema de Cowboy, se enlazó con la siguiente gira The Cowboy Tour (también conocida como Tiny Tour presents Erasure: Cowboy Concerts) donde sí se incluyeron el resto de las canciones del mismo.

## Banda
- Andy Bell (cantante)
- Vince Clarke (tecladista)
- Samantha Smith (Corista)
- Jordan Bailey (Corista)

## Temas interpretados
1. «Stop!»
2. «Sometimes»
3. «Take A Chance On Me»
4. «Victim of Love»
5. «A Little Respect»
6. «In My Arms»
7. «Always»
8. «Star»
9. «Fingers & Thumbs (Cold Summer's Day)»
10. «Stay with Me»
11. «Spiralling»
12. «Heart of Glass»
13. «Sono Luminus»
14. «Who Needs Love Like That»
15. «Oh L'Amour»
16. «Chains of Love»
17. «Chorus»
18. «Rock Me Gently»
19. «Love To Hate You»
20. «Hideaway»
21. «Blue Savannah»
22. «Rain»
23. «Ship of Fools»

## Grabación
La gira tuvo una grabación el 11 de noviembre de 1996, en el Oxford Apollo, Oxford, Inglaterra, que fue editada en VHS como The Tiny Tour pero nunca reeditada como DVD.